# The Howling Man
The Howling Man este episodul 41 al serialului american Zona crepusculară. A fost difuzat pe 4 noiembrie 1960 pe CBS.

## Prezentare

### Introducere
| “ | Forma prosternată a domnului David Ellington, savant, căutător al adevărului și, din păcate, descoperitor al adevărului. Un om care se va ivi din propria epuizare pentru a înfrunta o problema care chinuie omenirea încă de la începuturile timpului. Un om care a bătut la o ușă pentru a obține adăpost și a descoperit hotarele exterioare ale Zonei crepusculare. | ” |

### Intriga
Povestea este prezentată printr-un flashback de către americanul David Ellington. În timp ce se afla într-o drumeție prin Europa Centrală antebelică - în jurul anului 1925 - Ellington este surprins de o furtună și căută adăpost într-un castel antic (castelul Wolfring, denumit în episod „Schitul”) situat lângă satul Schwarzhof, acum locuința unui ordin monahal. Bate la ușă și cere ajutor, dar călugărul care îi răspunde că nu acceptă vizitatori. Ellingon îl imploră, spunând că s-a pierdut și dorește adăpost pe timpul furtunii; călugărul cere sfatul fratelui Ieronim, în timp ce Ellington așteaptă pe coridor. Aude răgetul unui lup provenind dintr-o parte a castelului. Călugărul se întoarcere, iar când americanul îl întreabă despre sursa răgetului, acesta îi spune că este doar vântul. Elligton se întâlnește cu fratele Ieronim, liderul ordinului, căruia îi cere adăpost și hrană, însă acesta refuză și îi cere să părăsească castelul imediat. Neînțelegând această reacție, Ellington se prăbușește pe holul din fața camerei fratelui Ieronim.
Când Ellington se trezește, se află încă în castel și aude din nou răgetul. Acesta investighează și descoperă un bărbat tulburat ținut prizonier într-o celulă Bărbatul susține că a fost închis pe nedrept de călugări „nebuni”, după ce și-a sărutat iubita în public și a fost bătut de fratele Ieronim cu toiagul.
Călugării aud conversația dintre cei doi și îl duc înapoi la fratele Ieronim. Când acesta refuză să-i explice situația prizonierului, Ellington amenință că, după plecare, va contacta poliția. Fratele Ieronim, conștient că această acțiune va duce la eliberarea prizonierului, îi dezvăluie adevărul: ființa întemnițată nu este un om, ci Diavolul însuși și nu poate fi oprit decât de „Toiagul Adevărului” pe care fratele Ieronim îl mânuiește. Diavolul a ajuns în sat la scurt timp după Primul Război Mondial pentru a-l corupe, dar Ieronim l-a recunoscut și a folosit toiagul pentru a-l întemnița. După ce a fost capturat, pacea a cuprins întreaga lume pentru următorii cinci ani, cu excepția păcatelor săvârșite de omenirea însăși. Elligton se prefacă convins de această poveste incredibilă. Fratele Ieronim nu se lasă însă păcălit și îl desemnează pe unul dintre călugări să-l țină sub supraveghere.
După ce călugărul adoarme, Elligton se îndreaptă direct către celula prizonierului și, observând că numai toiagul ține ușa închisă, nu înțelege de ce întemnițatul nu a reușit să evadeze până acum. La îndemnul bărbatului, Ellington scoate toiagul. Prizonierul iese din celulă și îl pune la pământ pe american cu o simplă ridicare de mână. Pe măsură ce se îndreaptă spre ieșire, aspectul său se transformă treptat, semănând din ce în ce mai mult cu Diavolul, înainte să dispară într-un val de fum. Fratele Ieronim realizează ce a înfăptuit Ellington și explică cu tristețe că incapacitatea de a-l recunoaște pe Diavol a fost întotdeauna marea slăbiciune a Omului.
Flashbackul se încheie. Ellington tocmai i-a istorisit întâmplările unei menajere. Acesta mărturisește că din acel moment, a fost mereu pe urmele Diavolului, considerând această vânătoare drept pedeapsa sa, pe parcursul celui de-al Doilea Război Mondial și războiului din Coreea. În sfârșit a reușit, l-a capturat pe Diavol într-un dulap blocat de un toiag asemănător cu cel al fratelui Ieronim. Ellington intenționează să-l duce înapoi la castel. O avertizează pe menajera sceptică să nu îndepărteze toiagul, iar acesta pleacă să realizeze ultimele pregătiri. La scurt timp după plecarea sa, menajera aude un răget din spatele ușii și, din curiozitate, scoate toiagul.

### Concluzie
| “ | O veche vorbă populară: „Îl poți prinde Diavolul, dar nu-l poți stăpâni pentru mult timp”. Întreabă-l pe fratele Ieronim. Întreabă-l pe David Ellington. Ei știu și vor continua să știe până la sfârșitul zilelor lor și dincolo de ele - în Zona crepusculară. | ” |

## Distribuție
- H. M. Wynant - David Ellington
- John Carradine - fratele Ieronim
- Robin Hughes - The Howling Man
- Frederic Ledebur⁠(d) - fratele Christophorus
- Ezelle Poule - menajera